# Capela de Nossa Senhora da Saúde (Funchal)
A Capela de Nossa Senhora da Saúde é uma capela localizada na freguesia de São Pedro, no Funchal, Madeira, na proximidade do Largo da Saúde (marca toponímica que deriva da capela; anteriormente Largo do Marquês, em homenagem ao Marquês de Castelo Melhor, também Conde da Calheta).
Situada em propriedade particular, encontra-se a capela em avançado estado de degradação. Segundo peça jornalística de 2017, o espólio da capela foi "saqueado", tendo sido encontrado num estabelecimento comercial do Funchal um fragmento de talha da estrutura retabular, entretanto adquirida pelo Governo Regional da Madeira.
Em Fevereiro de 2021, deu entrada na Câmara Municipal do Funchal um pedido de classificação da Capela de Nossa Senhora da Saúde como Imóvel de Interesse Municipal, encabeçado por Tomás Freitas e assinado por vários membros da sociedade civil, incluindo historiadores, académicos da área das letras, do património cultural, e da conservação e restauro, entre outros.

## História
A fundação desta capela sob a invocação de Nossa Senhora da Saúde data de 1659, tendo sido edificada pelo Dr. Pedro Carvalho de Valdavesso (Juiz dos Órfãos da cidade do Funchal, descendente de castelhanos de Toro que vieram para ilha na 1.ª metade do século XVI), e por sua mulher, D. Maria de Gondim, na Quinta da Vinha, imóvel solarengo já destruído, e onde, por volta de 1872, Henry Price Miles instalou a primeira fábrica de cerveja da Madeira: a "H.P. Miles & Cia."

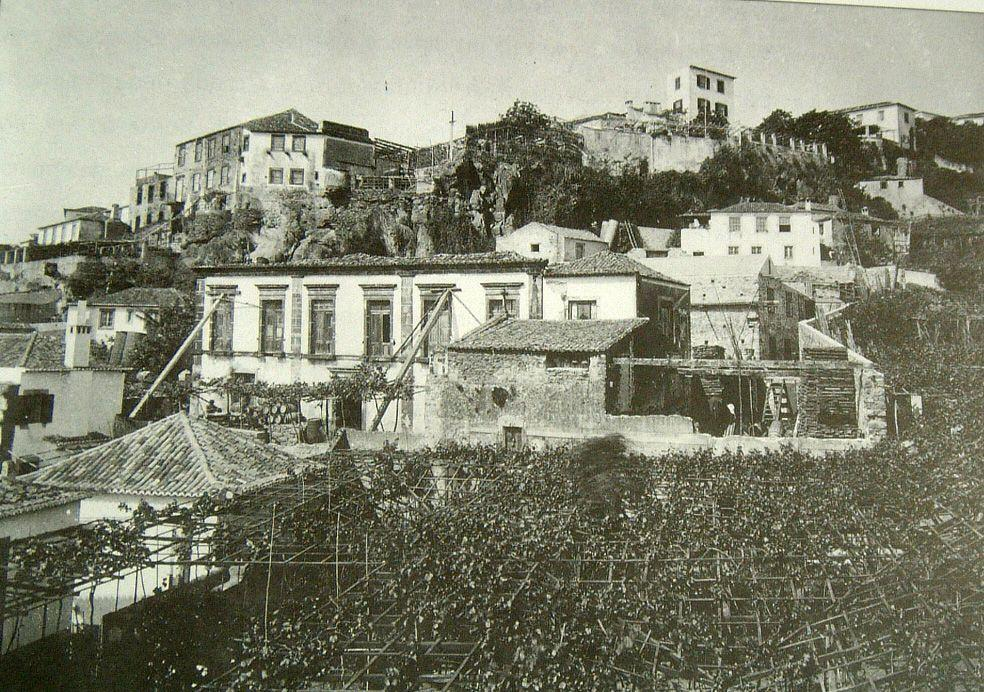
Fotografia do Solar da Vinha, em 1889, sendo visível a fachada lateral da Capela de Nossa Senhora da Saúde

A capela foi valorizada com um opulento retábulo de talha dourada datado de 1661; a obra de talha é documento artístico da segunda metade do século XVII, encontrando-se exemplares coetâneos semelhantes na Madeira, como são exemplo os retábulos da Igreja de Nossa Senhora do Carmo (datado de 1666) ou da Igreja do Colégio dos Jesuítas. O retábulo de Nossa Senhora da Saúde, de cunho nacional mas que testemunha a influência da moda espanhola que revitalizaria a talha portuguesa, é rico em simbologia alusiva à invocação da capela: com dezanove nichos para imagens, tem um arco superior interrompido por nicho (ladeado pelo Sol e pela Lua com rosto humano, prefigurações do Antigo e do Novo Testamento) a ocupar o espaço de fundo do altar-mor.
Segundo Santos Simões, a capela teria cobertura de azulejaria policroma do século XVII, restando apenas uma cercadura para tapete coberta pelas partes laterais do retábulo, solução decorativa frequente nos templos e pequenas capelas da altura. Nas paredes existiria uma colecção de estampas votivas e registos de santos, impressos em variadas técnicas e de diversos autores, ali deixados por devotos e fiéis. Ladeando o altar, dois painéis armoriados ostentam as armas do Dr. Pedro Carvalho Valdavesso, à sinistra, e as de sua mulher, à dextra; ambos os brasões são acompanhados de cartelas barrocas, sustidas em anjos com as legendas "NON PLVS VLTRA / DONA MARIA GONDIM E MARIS / FVNDADORA / FACIEBAT / E DOVTOR PEDRO DE CARVALHO E VALDAVESSO / FVNDADOR".

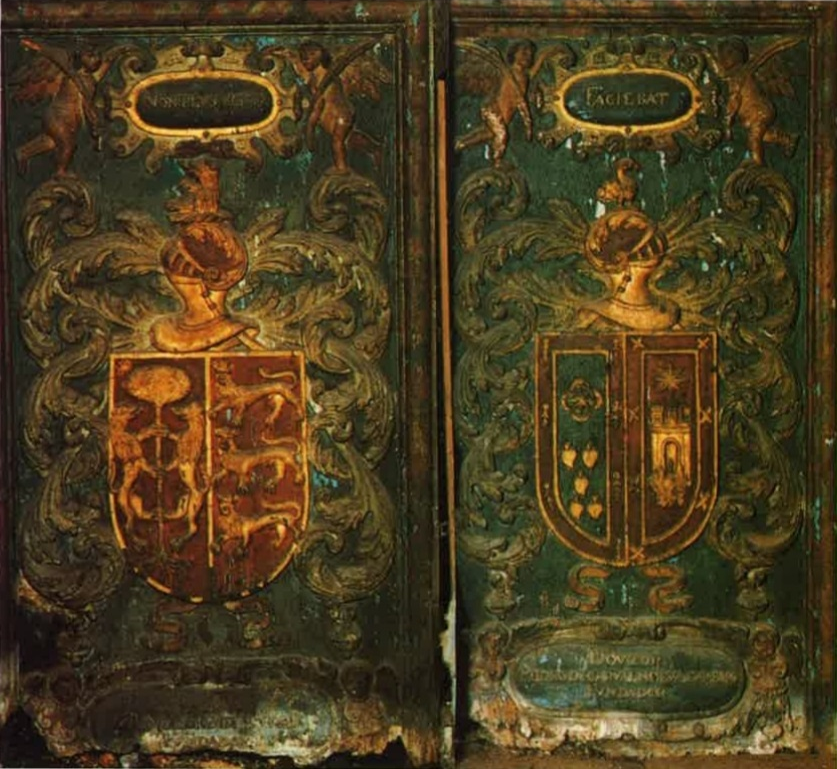
Brasões dos Valdavesso e dos Gondim, na Capela de Nossa Senhora da Saúde.

Uma lápide tumular no chão da capela, em pedra da ilha com epitáfio gravado ("SEPVLTUR / A DO DOVT / OR PEDRO DE / CARVALHO / E VALDAVES / SO E DE SVAMV / LHER DONA / MARIA GON / DIM E SEOS HE / RDEIROS / 1660 / MEMORIA / MORTIS / EMENDATIO / VITAE"), tem a particularidade de ser a única cripta particular conhecida na Madeira em edificação semelhante. Pedro Carvalho de Valdavesso faleceu no Funchal, na Freguesia de São Pedro, em Julho de 1679, dezanove anos após a encomenda da lápide tumular, e a sua intenção de lá se fazer sepultar, na companhia da mulher é também conhecida a partir do seu testamento, aprovado pelo tabelião Manuel Marques de Lima, onde dispõe também que sejam rezadas missas pelo sufrágio de sua alma. Todavia, há discordância quando ao local de sepultura do fundador da Capela de Nossa Senhora da Saúde: o Livro de Óbitos de São Pedro, diz pelo contrário ter sido sepultado no Convento de São Francisco, panteão da nobreza madeirense, edifício hoje desaparecido; a mulher, D. Maria de Gondim, falecida em 1677, é também dada como sepultada no Convento de São Francisco no Livro de Óbitos da freguesia (provavelmente obras no interior da capela teriam levado ao depósito dos cadáveres em São Francisco e à sua transladação para a Capela de Nossa Senhora da Saúde em data posterior, em cumprimento da vontade testamentária).
Na sua estrutura exterior salienta-se a porta original, sobrepujada por um frontão clássico com um invulgar remate de volutas.
A capela de Nossa Senhora da Saúde foi adquirida pelo industrial João Augusto de Sousa, cerca de 1952, ao Sr. Jaime Vicente de Faria e Castro, tendo posteriormente passado para a firma João Augusto de Sousa (Sucessores) Limitada. A 30 de Março de 1988, a Secretaria Regional do Turismo e Cultura, através da sua Direcção Regional dos Assuntos Culturais, promoveu uma exposição na Capela de Santa Catarina, dedicada a esta capela, como forma de assinalar a importância de um significativo imóvel da arquitectura religiosa madeirense.
Em 2023, a GENUS – Associação de Defesa do Património da Madeira lançou o primeiro número da revista de património Alínea, com uma fotografia de capa da fachada da Capela de Nossa Senhora da Saúde; no interior, um artigo intitulado "Capela de Nossa Senhora da Saúde: uma preciosidade da nossa arquitetura religiosa", da autoria de Tomás Freitas, como forma de alertar para o risco de degradação e desaparecimento deste importante marco arquitectónico.